# 岡本光一
岡本 光一（おかもと こういち、1947年（昭和22年）4月9日 - ）は、日本の実業家・慈善家。キーエンス元常務取締役 兼 企画開発部長。公益財団法人プラザ・コム代表理事。

## 経歴
東京都出身。兵庫県宝塚市在住。1970年（昭和45年）立命館大学理工学部を卒業。電子技術エンジニアとして回路設計に携わっていたが、30歳手前の時に失業。
1975年（昭和50年）リード電機（現：キーエンス）に3人目の社員として入社。1977年（昭和52年）取締役、1986年（昭和61年）6月常務に就任（同年キーエンスに改称）。1994年（平成6年）に退職し、監査役を務めた。

## 社会貢献
阪神・淡路大震災をきっかけに、宝塚市内で日曜大工や手話のボランティアを始め、公益財団「プラザ・コム」を夫妻で設立。2002年（平成14年）私財37億円を投じて建設したボランティア支援センター「ぷらざこむ1」を含む宝塚福祉コミュニティプラザを整備し、現在も運営に携わる。
2025年（令和7年）2月3日、老朽化で建て替えが計画されている宝塚市立病院の建設資金として、妻である明美と同市に250億円を寄付した。また病院の建設費用に加え、手術支援ロボット購入資金として、3億9470万円も同時に寄付した。